# Cottus aleuticus
Espèce
Statut de conservation UICN

 LC  : Préoccupation mineure
Le Chabot côtier (Cottus aleuticus) est un poisson de la famille des Cottidae présent en Amérique du Nord.

## Habitat
Ce poisson est présent au Canada et aux États-Unis. On le trouve en populations isolées dans les lacs Cultus (Colombie-Britannique, Canada) et Washington (USA), ainsi que dans la rivière Kobuk (Alaska). Il est également présent dans le parc national des North Cascades.

## Description
Sa première nageoire dorsale est garnie de huit à dix épines, quasiment reliée à la seconde qui comporte dix-sept à vingt épines. La taille maximum de ce chabot est d'environ dix-sept centimètres. Le dos et les côtés sont brun foncé à verdâtre ou grisâtre avec des taches sombres et les côtés plus clairs. Le ventre est blanc, avec généralement quelques taches sombres en forme de selles sous la partie souple de la nageoire dorsale.
Il se nourrit principalement, la nuit, d'insectes aquatiques et de petits vertébrés benthiques (crustacés).